# Koszmosz–1266
A Koszmosz–1266 a szovjet USZ–A aktív radarfelderítő műhold második tesztrepülése volt.

## Küldetés
A szovjet Legenda (oroszul: Легенда) tengeri felderítő rendszerhez készült USZ–A típusú, aktív radarberendezéssel felszerelt felderítő műhold prototípusa. A repülés a radarfelderítő műhold első kísérleti indítása volt, melynek során tesztelték a berendezést. A műholdba a BESZ–5 Buk nukleáris termoelektromos generátor teljes méretű makettjét építették. A Koszmosz–1249 programját folytatta.

## Jellemzői
1981. április 21-én a Bajkonuri űrrepülőtér indítóállomásról egy Ciklon-2A hordozórakétával juttatták Föld körüli, közeli körpályára. Az orbitális egység alappályája 89,64 perces, 64,96 fokos hajlásszögű, elliptikus pálya perigeuma 246 kilométer, apogeuma 267 kilométer volt.
1981. április 29-én az orbitális egység pályáját 103,58 perces, 64,76 fokos hajlásszögű, elliptikus pálya perigeumát 912 kilométerre, apogeumát 962 kilométerre állították be.
Hasznos tömege 3800 kilogramm. 2010-ben az űregység orbitális pályáját még korrigálták (13 alkalommal), biztosítva a közel körpályás haladási magasságot. Felépítése hengeres, átmérője 1.3 méter, magassága 10 méter.  A sorozat felépítését, szerkezetét, alapvető fedélzeti rendszereit tekintve egységesített, szabványosított űreszköz.
Szolgálati idejének vége ismeretlen.